# The Stranger (film 1918)
The Stranger è un cortometraggio del 1918 diretto da Arvid E. Gillstrom, con Oliver Hardy.